# Berliner Allee (Berlin)
Die Berliner Allee ist die Hauptverkehrsstraße im Berliner Ortsteil Weißensee (Bezirk Pankow). Die etwa 3,5 Kilometer lange Ausfallstraße ist Teil der Bundesstraße 2 und führt in Richtung Malchow und Autobahndreieck Barnim.

## Lage und Verkehr

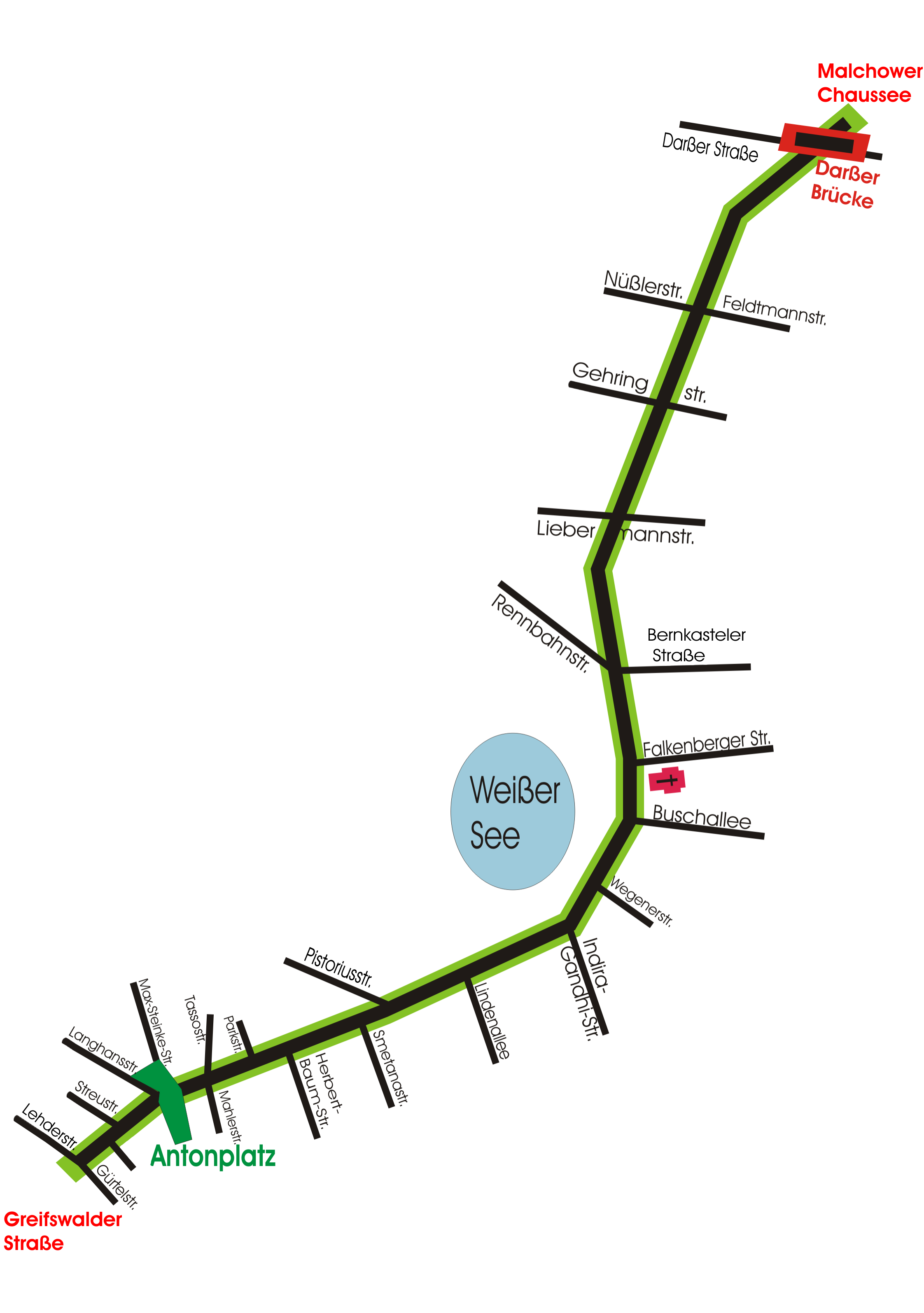
Berliner Allee mit Nebenstraßen.
^{Zusätzlich eingetragen sind der Weiße See, die Dorfkirche Weißensee und die Darßer Brücke.}

Die Allee beginnt im Südwesten als Verlängerung der Greifswalder Straße an der Grenze zum Ortsteil Prenzlauer Berg an der Kreuzung mit der Lehder- und Gürtelstraße und verläuft in einem Bogen östlich am Weißen See vorbei. Im Nordosten geht sie im Ortsteil Malchow des Bezirks Lichtenberg, rund 200 Meter vor der Darßer Brücke, an der Einmündung des Nachtalbenwegs zunächst in die Malchower Chaussee über, die als Dorfstraße weiter zum Autobahndreieck Barnim führt.
Die Neue Berliner Pferdebahn-Gesellschaft hatte 1877 eine Strecke zur Personenbeförderung von Berlin nach Weißensee eröffnet. Die Allee wird seit den 1990er Jahren zwischen der Gürtelstraße und der Rennbahnstraße abschnittsweise von den Straßenbahnlinien M4, M13, 12 und 27 befahren sowie von den Buslinien 156, 255 und 259 erschlossen.

## Geschichte
Die heutige Berliner Allee existierte in ihrem Verlauf bereits seit dem Mittelalter und diente als Fernhandelsweg zwischen Berlin und Bernau sowie weiter in Richtung Nordosten. Weißensee war von Berlin aus das erste Dorf, es profitierte vom Warenhandel und dem Ausbau des Verkehrsweges durch das Gemeindegebiet.
In der Nachwirkung der Märzrevolution 1848 gab es in Berlin und ihren Nachbargemeinden zahlreiche Arbeitslose, für die Arbeitsbeschaffungsmaßnahmen beschlossen wurden. In Weißensee führten arbeitslose Weber Straßenausbauarbeiten durch und verlegten Pflastersteine zur Befestigung. Die Straßenführung erfolgt seitdem nicht mehr direkt am Seeufer entlang, sondern direkt durch das frühere Dorf.
Im Jahr 1880 bekam der heutige südwestliche Straßenabschnitt im Bereich Neu-Weißensee (Provinzial-Chaussee) den Namen Königchaussee. Für die Namensvergabe gibt es zwei unterschiedliche Erklärungen: (1) Die Bezeichnung soll daher rühren, dass dieser Handelsweg am Berliner Königstor als Fortsetzung der innerstädtischen Königsstraße bzw. Neuen Königsstraße begann und durch den Ort führte. (2) Püschel erklärt, dass im Zusammenhang mit der verwaltungstechnischen Änderung – das Rittergut wurde 1880 zur selbstständigen Gemeinde Neu-Weißensee – der neue Straßenname daran erinnern soll, dass hier im Jahr 1809 der aus dem Exil zurückkommende preußischen König den Ort passierte.
Der Abschnitt im Dorfkern Weißensee (zwischen heutiger Indira-Gandhi-Straße und Malchower Chaussee) erhielt ab spätestens 1884 die Bezeichnung Berliner Straße. Zuvor wurde sie wahrscheinlich schlichtweg als Dorfstraße bezeichnet.
Beide Abschnitte wurden 1910 zusammengelegt und in Berliner Allee umbenannt. Dies sollte dazu beitragen, den Antrag auf das Stadtrecht zu unterstreichen.
In diesen Jahren beschloss die Gemeindeverwaltung den Bau eines neuen Dorfzentrums um den Kreuzpfuhl, der als Park angelegt und mit völlig neuer Bebauung umgeben wurde. Die gewünschte Bedeutung erhielt das neue Gebiet jedoch nicht; die Verkehrsführung über die Berliner Allee blieb weiterhin prägend für die Ortsentwicklung.
Im Zusammenhang mit der Novemberrevolution fanden 1918/1919 auf der Berliner Allee Demonstrationen und bewaffnete Kämpfe statt, angeführt von Arbeitern der Riebe-Kugellagerfabrik aus dem Ort.
Zum Ende des Zweiten Weltkriegs rückte die Rote Armee in Weißensee ein und postierte in der Allee, insbesondere am Antonplatz, ihre Geschütze, mit denen Ziele im Berliner Zentrum beschossen wurden. Auf der Straße und an den angrenzenden Häusern entstanden Schäden, die aber nach Kriegsende rasch repariert werden konnten.
Bis zum 13. Juni 1953 behielt die Straße den Namen Berliner Allee, an diesem Tag erfolgte die Umbenennung in Klement-Gottwald-Allee. Pate stand hierfür der tschechoslowakische Staatspräsident Klement Gottwald, der drei Monate vorher gestorben war. Nach der Wende erfolgte am 1. September 1991 die Rückbenennung in Berliner Allee.

## Bebauung entlang der Berliner Allee (Auswahl)

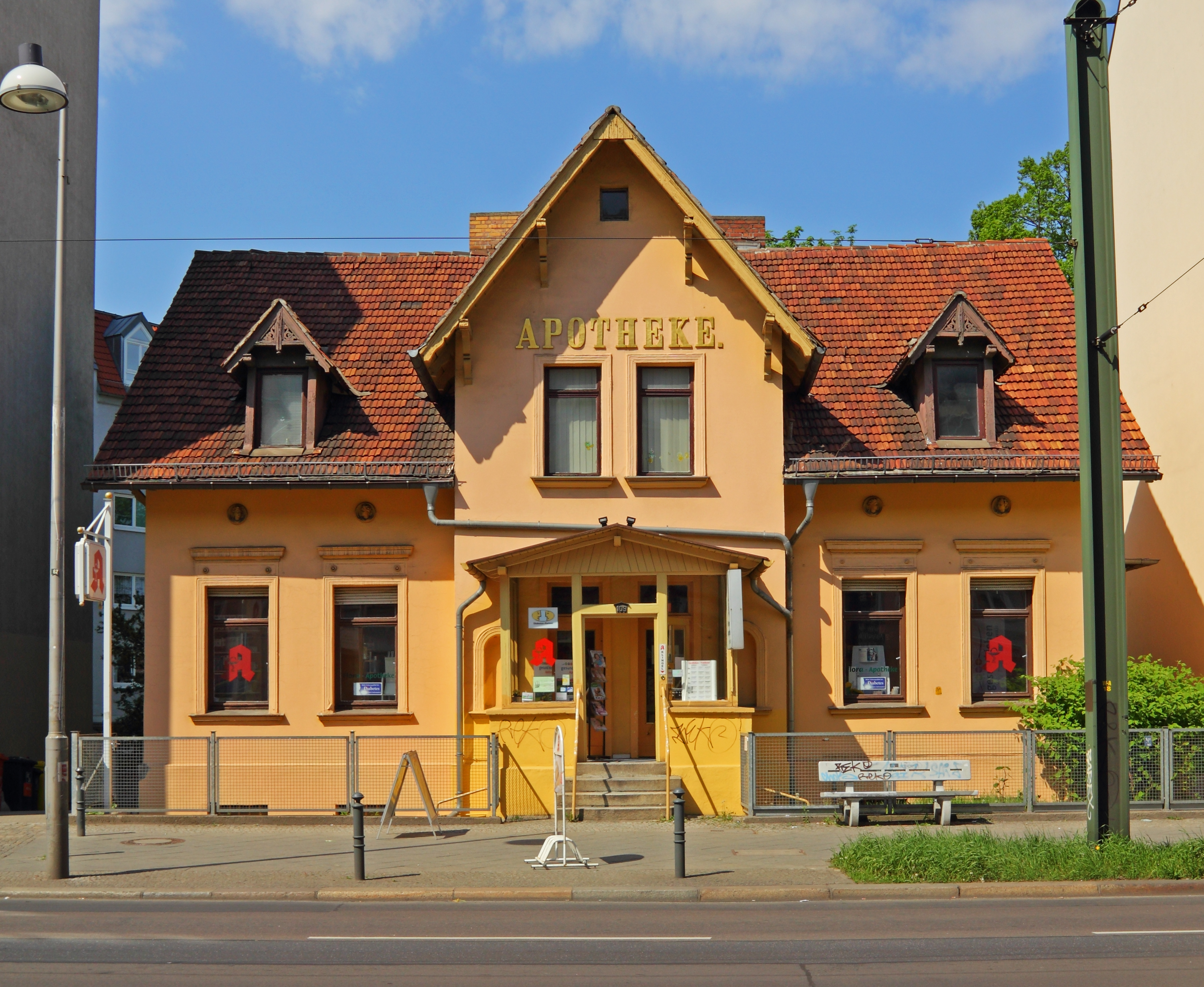
Berliner Allee 109: Flora-Apotheke
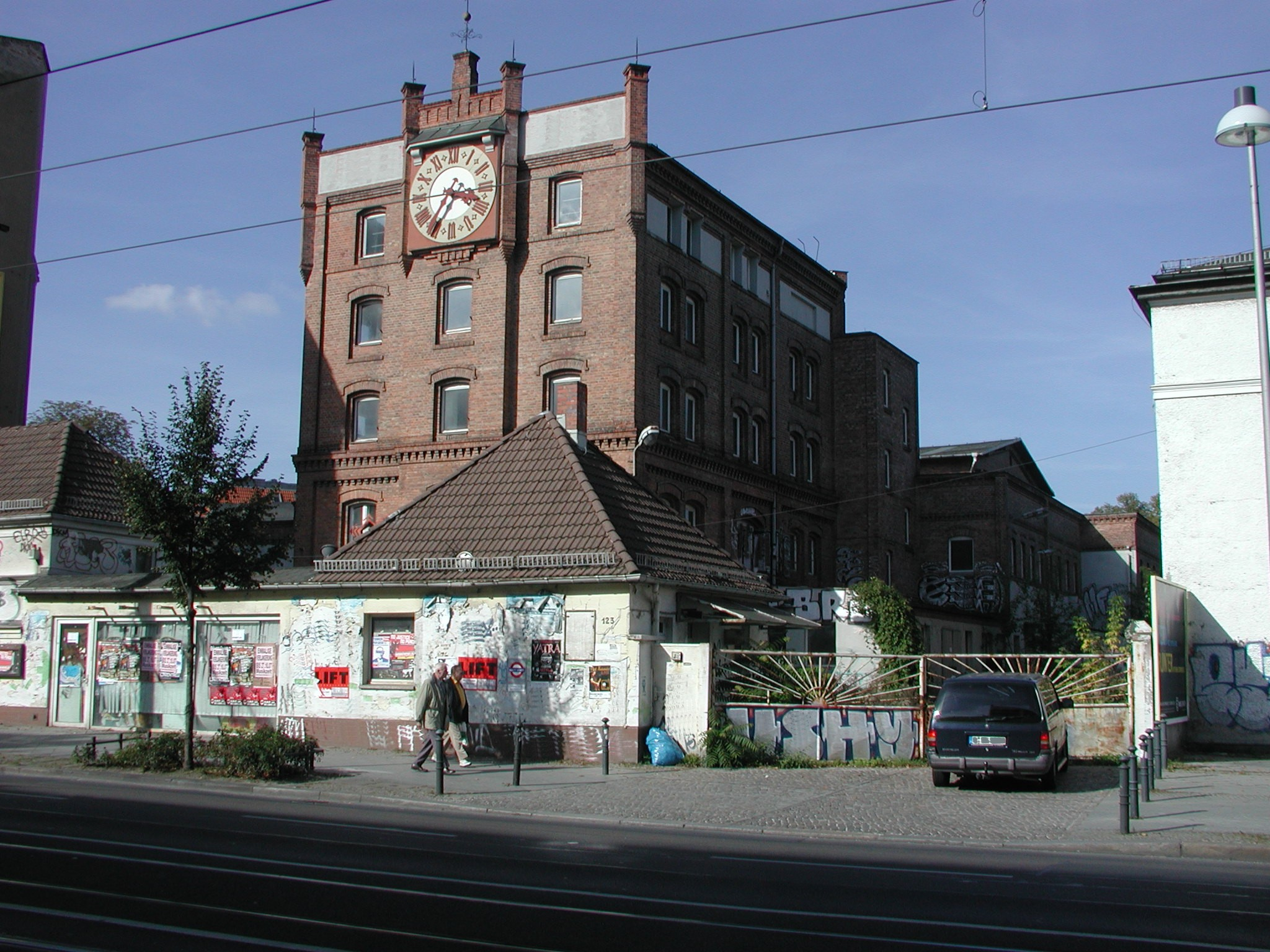
Berliner Allee 123: Ehemalige Brauerei, Haupteingang
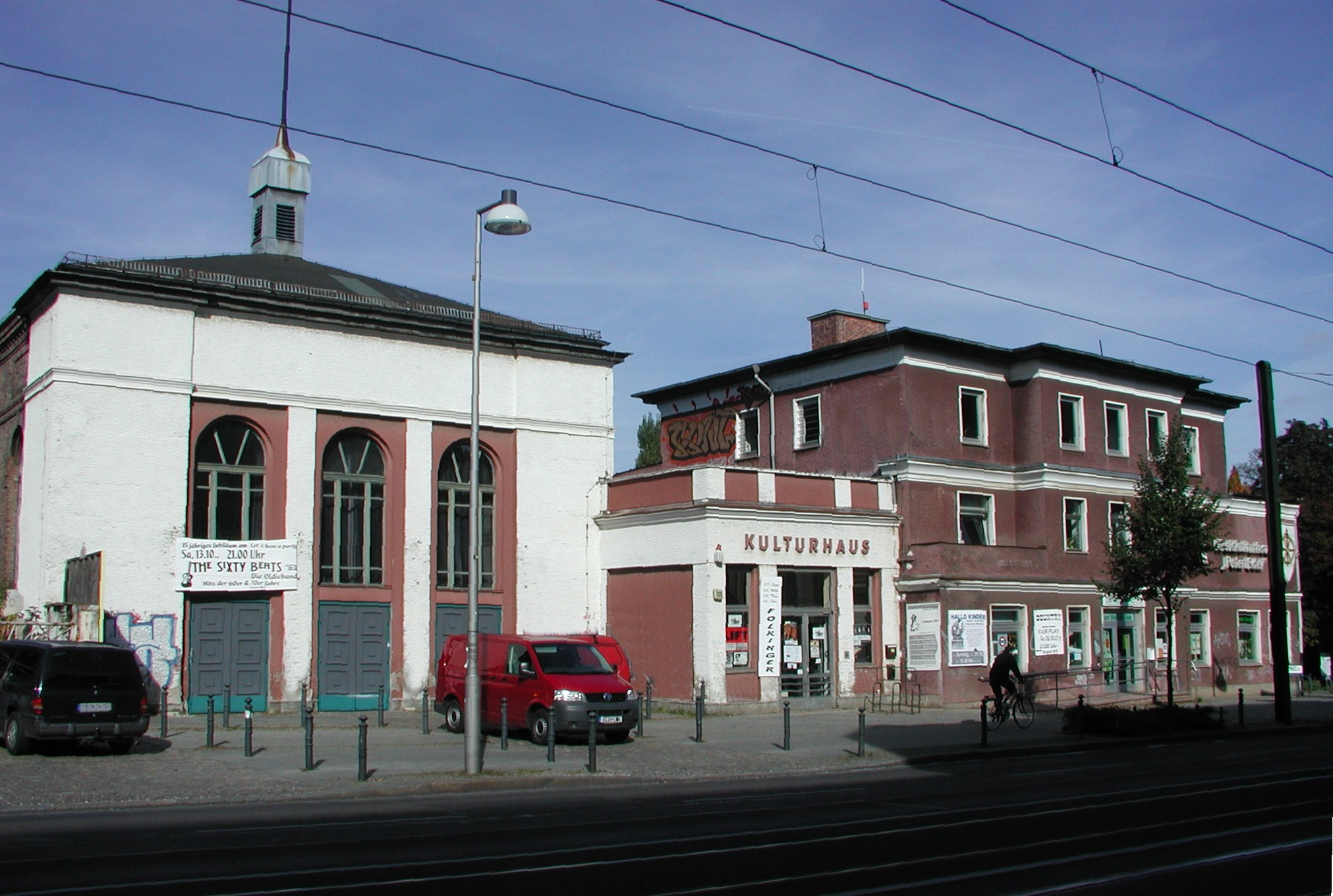
Berliner Allee 125: Bildungs- und Kulturzentrum Peter Edel
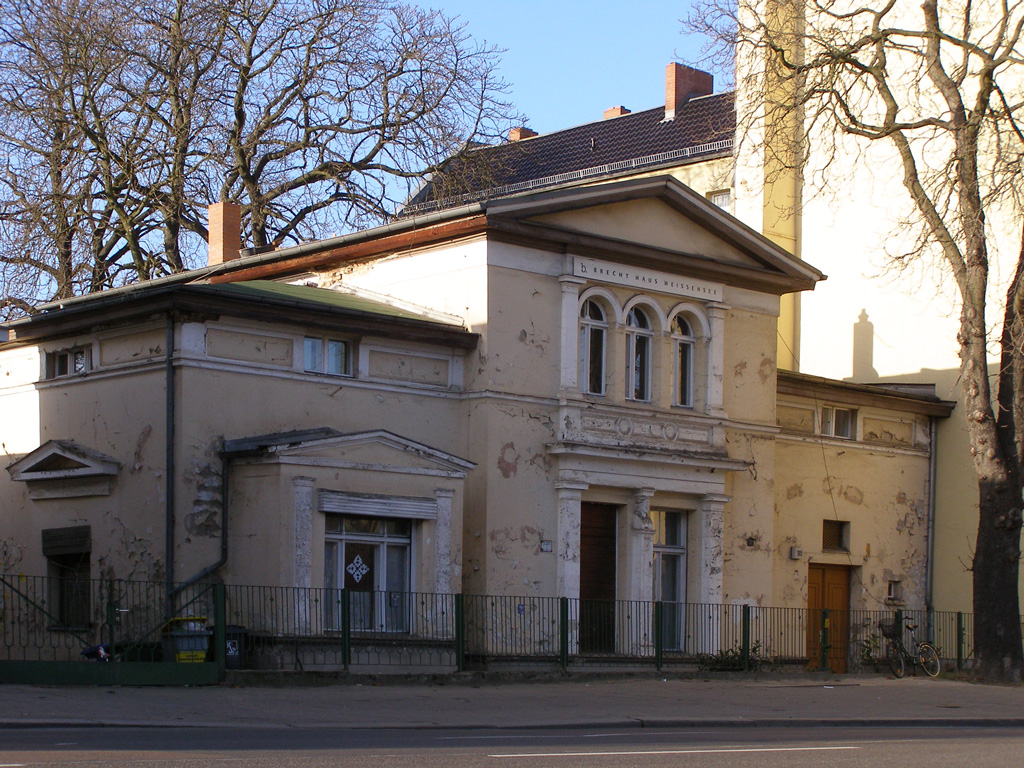
Berliner Allee 185: zeitweiliges Wohnhaus von Bertolt Brecht

### Nummerierung

Trabant P50 und Straßenbahnzug auf der Linie 3 in der Klement-Gottwald-Allee nahe Antonplatz, 1965

Im Gegensatz zur Greifswalder Straße im Ortsteil Prenzlauer Berg mit der älteren Hufeisennummerierung sind an der Berliner Allee die Hausnummern wechselseitig angeordnet (Orientierungsnummerierung), wobei die Grundstücke auf der Westseite ungerade Zahlen haben und mit der Nummer 321 enden.
Bei der Namensänderung im Jahr 1956 wurden die bis dahin geltenden Haus-/Parzellennummern völlig neu vergeben, so dass Abweichungen von zirka 100 Nummern auftraten. Bei der Rückbenennung in Berliner Allee in den 1990er Jahren gab es keine entsprechenden Änderungen.

### Wohnhäuser und Dienstleistungseinrichtungen
Zum Ende des 19. Jahrhunderts entstanden entlang des Verkehrsweges für die schnell wachsende Bevölkerung neue Wohnhäuser. Einige der Gründerzeit-Wohnhäuser haben den Zweiten Weltkrieg nicht überdauert, einige verfielen und mussten abgerissen werden. Trotzdem weist die Berliner Denkmalliste noch größere erhaltene und meist inzwischen sanierte Wohnanlagen aus wie Berliner Allee 18 (privates Wohnhaus), Berliner Allee 174 und 178 / Ecke Buschallee (1914–1928), Karree Berliner Allee 218–238 / Graacher Straße / Wehlener Straße oder Berliner Allee 185.
Das Gebäude der Flora-Apotheke aus dem Jahr 1875 steht unter Denkmalschutz.

### Gewerbebauten
Im mittleren Bereich ist die Berliner Allee eine belebte Einkaufsstraße, die gegen Ende des 19. Jahrhunderts neben Wohnhäusern als zusammenhängender Straßenzug in kleinerem Umfang auch Geschäftsbauten erhielt.
Die Hausnummern 62/66 gehörten zu einem dreistöckigen Warenhaus, das im Jahr 1886 vom jüdischen Kaufmann Adolf Brünn, einem der bekanntesten Weißenseer Kaufleute, eröffnet wurde. Der Name Brünn verschwand in der Nazi-Zeit, in der DDR übernahm die HO das Kaufhaus. Heute steht hier ein Neubau.
In der Berliner Allee 100 (damals: Klement-Gottwald-Allee) Ecke Smetanastraße wurde am 13. Dezember 1956 in einem von der zu Karstadt gehörenden Einheitspreis AG (EPA) 1929/1930 errichteten Gebäude der erste Selbstbedienungsladen Ost-Berlins eröffnet.
Begünstigt durch die Einrichtung eines Industrie-Eisenbahnanschlusses am Ende des 19. Jahrhunderts entstanden an der Allee auch kleinere und größere Betriebe wie die nach dem Unternehmer Rudolf Sternecker benannte Sternecker-Brauerei (Berliner Allee 123) mit Fabrikhallen, Bürohaus und Speichergebäuden (um 1900) oder das markante verklinkerte Rathaus Weißensee („Askaniahaus“) an der Ecke Liebermannstraße (Berliner Allee 252). Die vorgenannten Gebäude sind ebenfalls Bestandteil der Landesdenkmalliste.

### Weitere Bauten
Zwischen dem Park am Weißensee und der Sternecker-Brauerei wurde im Jahr 1946 in den Räumen des ehemaligen Schlosspavillons das Volkshaus Weißensee eröffnet  (Hausnummer 125). Im Jahr 1962 entstand hier das Kreiskulturhaus Weißensee, das 1984 den Zusatznamen „Peter Edel“ erhielt. Es stand einige Jahre leer, konnte aber 2020 nach umfassender Sanierung wieder öffnen und trägt jetzt die Bezeichnung Bildungs- und Kulturzentrum Peter Edel.

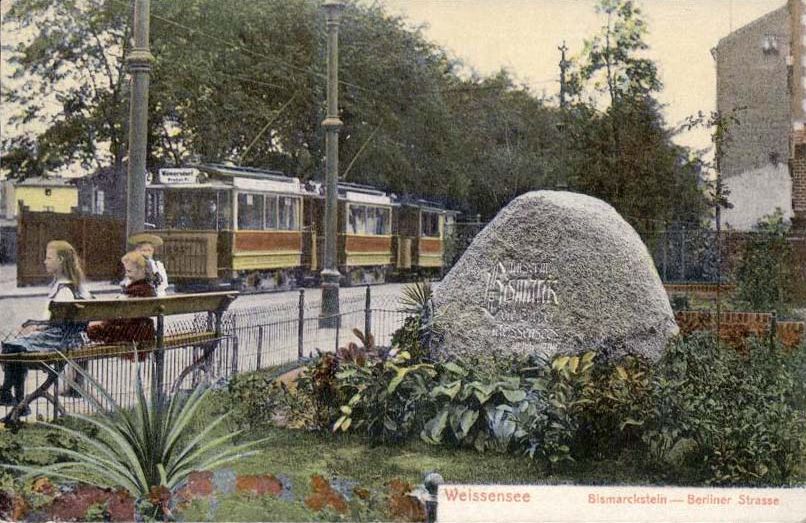
Kolorierte Ansichtskarte mit „Bismarckstein“ und historischer Straßenbahn (1911)

Das älteste Baudenkmal in der Berliner Allee ist die Pfarrkirche Weißensee (Hausnummer 180) an der Ecke Falkenberger Straße, die bereits im 15. Jahrhundert erstmals urkundlich erwähnt wurde und nach umfangreichen Sanierungsarbeiten in den 2000er Jahren wieder im frischen Glanz erstrahlt.
Im Brechthaus (Hausnummer 185) wohnten 1949 bis 1953 Bertolt Brecht und Helene Weigel. Nach der Wende wurde es Eigentum des Literaturforums Brecht, das bis in die späten 1990er Jahre gelegentlich im Gebäude Lesungen mit Autoren und Werkstattgespräche mit Künstlern veranstaltet hat. Seit einigen Jahren ist keine Nutzung zu erkennen.
Den Bismarckstein, einen bei Bauarbeiten freigelegten großen Granitfindling, widmete die Gemeinde mit der Inschrift „Unserm Bismarck – Die Bürger Weißensees“ dem Reichskanzler Otto von Bismarck. Der Stein wurde in einer kleinen Grünanlage an der Einmündung der Rennbahnstraße platziert und am 30. Juli 1908 eingeweiht. Im Sommer 1945 hatten Unbekannte den schweren Stein umgewälzt, so dass die Inschrift nicht mehr erkennbar war. So blieb er in der DDR-Zeit stehen, wurde aber wegen der daneben wachsenden großen Eiche wenig beachtet und nicht von Bewachsungen befreit. Ende des 20. Jahrhunderts wurde er umgedreht, restauriert und die Grünfläche instand gesetzt.
An der Ecke Berliner Allee/Tassostraße 22 wohnte die letzten Jahre seines Lebens der Grafiker Werner Klemke.

## Parks

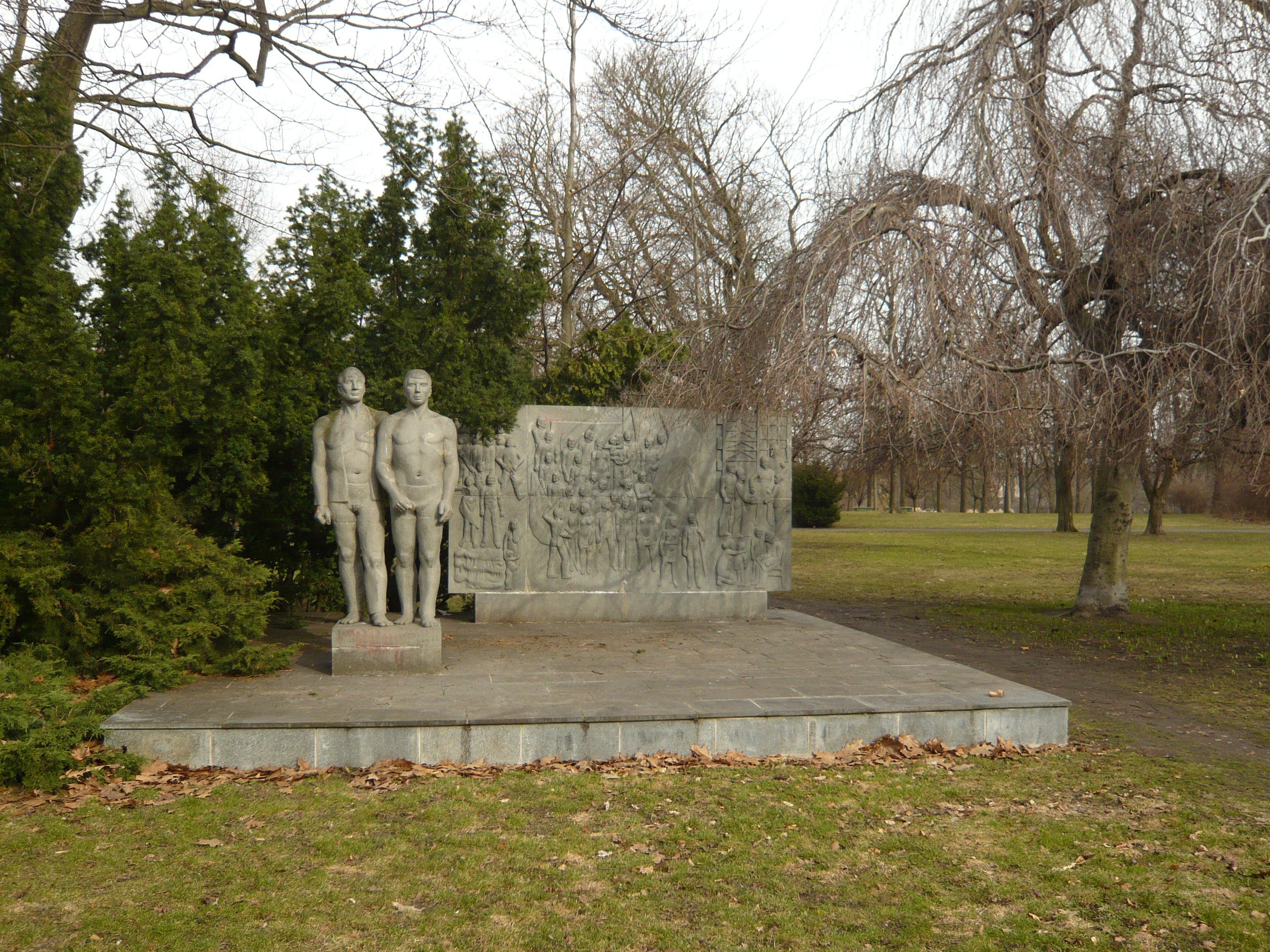
Denkmal im Park am Weißen See

Rund um den für den Ortsteil namensgebenden Weißen See ist bereits im 19. Jahrhundert der Park am Weißen See mit Spazierwegen, einem Strandbad, einem Tiergehege, einem Café („Milchhäuschen“) und einigen Denkmalen angelegt worden. Er dient als grüne Lunge von Weißensee, ist aber auch Ort für größere Freiluftveranstaltungen.